# خنفساء المطر
خنافس المطر (الاسم العلمي: Pleocomidae)، هي مجموعة من الخنافس التي تنتمي إلى الجعلية الموجودة في أقصى غرب أمريكا الشمالية. تقضي معظم حياتها تحت الأرض، وتظهر عند هطول الأمطار أو تساقط الثلج، ومن هُنا أتى اسمها الشائع.